# Acrotomia subfasciata
Acrotomia subfasciata là một loài bướm đêm trong họ Geometridae.